# 大久保雅史
大久保 雅史（おおくぼ まさふみ、1980年10月14日 - ）は、日本の男性プロボクサー。宮城県名取市出身。第38代OPBF東洋太平洋フライ級王者。青木ボクシングジム所属。
史上初めて日本ランキングに入ったことがないまま、東洋太平洋王者となった。

## 来歴
郁文館高校から日比谷高校定時制に転校。
1998年10月27日、高校時代にレパード玉熊ジム所属でミニマム級でのデビュー戦を勝利。
1999年5月28日、2戦目で敗れると同時に引退。
2005年7月20日、6年ぶりに復帰し勝利で飾る。
2006年9月29日、それまでに4勝している為6回戦の権利を得るもライトフライ級に階級を上げ、東日本新人王トーナメントに出場したが、平川聖也（当時3勝1KO3敗）に2-0の判定負けを喫して準決勝で敗退した。翌10月に担当トレーナが青木ジムに移籍した為、ともに移籍する。それと同時に階級を上げフライ級を主戦場とする。
2007年5月22日、移籍後2連勝でOPBF東洋太平洋フライ級7位ウィド・パエスに勝利し、東洋9位にランキング入りも日本ランキング入りは果たせず。
2007年9月1日、東洋太平洋フライ級2位ユーシ・ウアンパンサンに4RKO勝利しランキングを8位に上げるも、またも日本ランキング入りはせず。
2008年4月14日、当初は東洋太平洋フライ級王者長縄正春に挑戦の予定だったが、長縄は左目の網膜剥離の為タイトル返上し引退。急遽PABA同級暫定王者・東洋太平洋同級4位の鄭眞綺との王座決定戦となり、3-0の判定勝ちでタイトルを獲得した。また青木ジムからは37年ぶりの王者となった。
2008年8月16日、初の防衛戦を日本同級1位、東洋太平洋4位の有富康人と行う。偶然のバッティングによる出血により、3R負傷引分で防衛に成功した。
2008年12月23日、両国国技館でジョジョ・バルドン（同級1位／フィリピン）と対戦。この試合に向けてはスタミナを重点的に強化、徹底したボディ攻撃で3-0の判定勝ちを収め、2度目の防衛に成功した。この試合は内藤大助・清水智信と同時にフライ級トリプルタイトルマッチとして行われた。
2009年5月2日、ユーチ・キャリーボーイ（同級14位／タイ）に7RTKO勝利を収め、3度目の防衛に成功した。
2010年3月9日、WBC世界フライ級8位のOPBF東洋太平洋同級王者としてロッキー・フエンテス（同級1位／フィリピン）と対戦し、0-2（114-116、113-115、114-114 ）の判定負けを喫して4度目の防衛を果たせず、王座を失った。同年7月17日、日本フライ級3位として山口桂太とスーパーフライ級8回戦を行い、7R2分34秒TKO勝利で再起を果たした。網膜剥離で引退を余儀なくされ2011年4月9日、後楽園ホールで引退式を行い、元WBA世界フライ級王者坂田健史（協栄ジム）とエキシビションを行った。

## 獲得タイトル
- 第38代OPBF東洋太平洋フライ級王座（防衛3度）